# Jozef Gezelle
Jozef Gezelle (Brugge, 21 december 1867 - Moen, 14 juni 1938) was een Belgisch kunstschilder, behorende tot de Brugse School.
Hij was een zoon van de vuurwerkmaker en tuinbouwer Romaan Gezelle (1832-1899) en Philomena Desmet. Ook was hij een broer van de priester, dichter en prozaschrijver Caesar Gezelle. De priester-dichter Guido Gezelle en pastoor Jozef Gezelle (1840-1903) waren zijn ooms en de romanschrijver  Stijn Streuvels zijn neef.

## Carrière
Hij begon beroepsactiviteiten bij zijn vader als bloemenkweker en als vuurwerkmaker. Hij volgde zijn vader op, maar de zaken floreerden niet.
In 1912 trad hij op 45-jarige leeftijd in het huwelijk met Alicia Vuylsteke, waarna hij bij haar introk in Moen waar zij een winkel had. Hier kreeg Jozef Gezelle de kans om zich voltijds als kunstschilder in te zetten. Hij had zichzelf van in zijn jeugd als autodidact in het tekenen en schilderen bekwaamd. Gezelle schilderde stadsgezichten, landschappen, portretten, bloemen, alsook vogels en andere dieren.
Hij vond bij vrienden en streekgenoten goede aftrek voor zijn werken, hoewel hij nooit tentoonstellingen hield. Na zijn dood werden de overblijvende werken openbaar geveild. Stijn Streuvels en andere familieleden waren op de veiling aanwezig.